# Бронзана ноћ
Бронзана ноћ (ест. pronksiöö), такође позната као Априлски немири (aprillirahutused) и Априлски догађаји (aprillisündmused), односи се на немире у Естонији око контроверзног премештања Бронзаног војника из Талина, совјетског споменика из Другог светског рата у Талину, 2007. године.
Многи етнички Естонци сматрали су Бронзаног војника у центру града симболом совјетске окупације и репресије. Истовремено, споменик има значајну симболичку вредност за велику етничку руску заједницу у Естонији, симболизујући не само совјетску победу над нацистичком Немачком у Другом светском рату, већ и њихово право на једнака права у Естонији.
Усред политичких контроверзи, у априлу 2007. Влада Естоније је започела завршне припреме за премештање статуе и поновну сахрану припадајућих остатака, у складу са мандатом добијеном на  изборима одржаним у марту 2007. Неслагање око прикладности акције довело је до масовних протеста и нереда (праћених пљачком), који су трајали две ноћи, најгоре у Естонији од совјетске реокупације 1944. године. Током нереда један руски изгредник је убијен. У раним јутарњим сатима 27. априла 2007. године, након нереда прве ноћи, Влада Естоније је на хитном састанку одлучила да одмах премести споменик, позивајући се на безбедност. До следећег поподнева и камена конструкција је била демонтирана. Од поподнева 30. априла, статуа без камене конструкције била је постављена на гробљу одбрамбених снага у Талину. Церемонија отварања измештене статуе одржана је 8. маја, на Дан победе у Европи. (Ветерани Совјетске армије славе Дан победе дан касније, 9. маја.) Током јуна 2007. године извршена је обнова камене конструкције. Рођаци су тражили тела четворице погинулих у рату. Незатражени остаци су поново сахрањени на војном гробљу, поред измештеног споменика, 3. јула 2007.

## Позадина

### Историјска позадина
Дана 3. јула 1933. године агресија је дефинисана обавезујућим споразумом који су у совјетској амбасади у Лондону потписали СССР и Република Естонија. Дефинисани су облици агресије: „Поморска блокада обала или лука друге државе; инвазија оружаних снага на територију друге државе и без објаве рата“. 24. септембра 1939, ратни бродови Црвене морнарице појавили су се код естонских лука и совјетски бомбардери су почели да патролирају над Талином и оближњим селима. Совјетска Балтичка флота је 12. јуна 1940. године добила наређење за потпуну војну блокаду Естоније. 16. јуна 1940. Совјетски Савез је извршио инвазију на Естонију. Совјетски Савез је окупирао и накнадно анектирао Естонију, Летонију и Литванију као совјетске републике 1940.
После немачке окупације 1941–1944, совјетске снаге су поново освојиле Естонију у јесен 1944, а Естонија је остала део СССР-а до 1991. Током ове ере, совјетске власти су уклониле и обрисале бројне историјске споменике Естоније. Гробља која су власти уништиле током совјетске ере у Естонији укључују  гробља балтичких Немаца на Копли гробљу основаном 1774, гробљу Мигу и најстаријем гробљу у Талину из 16. века, Каламаја гробљу. На војном гробљу у Талину (где је бронзани војник премештен 2007.) Црвена армија је поново користила гробове 240 естонских војника из рата за независност Естоније. Споменик независности Естоније уништиле су совјетске власти. Само гробови двојице естонских генерала и 15 британских војника из тог доба спашени су тако што су земљиште направили подручјем за одржавање.

### Тумачење историје
Године 1989, током перестројке, ере поновне процене совјетске историје у СССР-у, СССР је осудио тајни протокол између нацистичке Немачке и Русије из 1939. који је довео до инвазије и окупације три балтичке земље. Распад Совјетског Савеза довео је до обнове суверенитета Републике Естоније. Масовне депортације етничких Естонаца током совјетске ере заједно са миграцијом у Естонију из других делова Совјетског Савеза довеле су до смањења удела етничких Естонаца у земљи са 88% у 1934. на 62% у 1989.
Према Влади Естоније, Европском суду за људска права, ЕУ, и САД, Естонија је остала под окупацијом Совјетског Савеза до обнове своје независности 1991. године; 48 година совјетске окупације и анексије западне демократије никада нису признале као легалне.
Према Европском суду за људска права, законита влада Естоније је 1940. збачена и совјетска власт је наметнута силом. Влада Совјетског Савеза спроводила је велике и систематске акције против естонског становништва. Организовани су избори на којима је било дозвољено да се кандидују само кандидати које је подржавао Совјетски Савез.
Став да је анексија Естоније од стране СССР-а била легитимна потврђују званичне изјаве Руске Федерације у којима се тврди да је присуство СССР-а на Балтику било легално према међународном праву и да Балтик није могао бити окупиран јер није било објаве рата.
Напори за интеграцију у свакодневни живот Естоније углавном су се вртели око два питања: држављанства и језика. Нека руска удружења, медији, верске вође и званичници, као и Amnesty International, оптужују Естонију за кршење људских права.

## Конфронтација
Након обнове независности Естоније 1991. године, око споменика је настала јавна полемика која је прерасла у директну конфронтацију око 2006–2007. Вечни пламен је угашен убрзо након естонске поновне декларације независности. 1994. године спомен обележје је реконструисано. Након поновног отварања, уклоњени су бронзани надгробни споменици са камене подлоге и заштитна баријера која окружује спомен обележје.
Ветерани Црвене армије Другог светског рата и представници руског говорног подручја у Естонији наставили су да се окупљају код споменика на одређене датуме, прослављајући 9. мај (Дан победе) и 22. септембар („Ослобођење Талина“ 1944. године). Истицање совјетских застава и других совјетских симбола на овим скуповима вређало је многе Естонце.
До ненасилног обрачуна на месту споменика дошло је 9. маја 2006, када је група Естонаца пришла слављеним ветеранима Црвене армије. Да би очувала јавни ред и из безбедносних разлога, полиција је натерала групу да напусти то подручје, заједно са својом естонском заставом, и пустила да се сусрет ветерана са совјетским симболима настави. Следећег дана, естонски националиста Јури Лим рекао је да ће дићи споменик у ваздух ако га власти одмах не уклоне. У истом месецу, тензије су поново порасле и полиција је држала 24-часовну стражу, изолујући подручје до почетка септембра 2006.
Естонски новинар Паво Кангур је у једном тексту сугерисао да су сукоби намерно изазвани да би се повећала подршка конзервативне партије Union of Pro Patria and Res Publica и „симпатизера естонских нациста“ којима је манипулисала руска служба Федералне службе безбедности.
Мала група Естонаца руског говорног подручја основала је средином 2006. организацију под називом Nochnoy Dozor (Ноћна стража), позивајући на ноћна бдења како би се споменик заштитио од могућих покушаја уклањања.
Дана 24. априла 2007. године, објашњавајући неопходност темељног истраживања сахрањивања, естонски премијер Андрус Ансип је изнео низ урбаних легенди (гробни остаци погубљених пљачкаша или пијаних војника Црвене армије које је прегазио тенк Црвене армије). Руска штампа је сензационализовала Ансипове коментаре у својим насловима, представљајући Ансипа као неког ко омаловажава ветеране Црвене армије.

## Законодавне припреме

### Закон о заштити ратних гробница
Ригикогу (естонски парламент) је 10. јануара 2007. усвојио Закон о заштити ратних гробница, са 66 гласова за и 6 против, који су покренуле Естонска реформска партија, Социјалдемократска партија, Рес Публика Партија и Исамалит Партија. Преамбула Закона каже:
Поштујући и признајући обавезу Републике Естоније да гарантује заштиту, поштовање и достојанствен третман посмртних остатака особа које су погинуле у ратним дејствима на територији Естоније; констатујући да је сахрањивање особа погинулих у ратним дејствима на неприкладна места у супротности са европском културом и традицијом одавања почасти сећању и посмртним остацима преминулих; на основу члана 34. Допунског протокола Женевским конвенцијама од 12. августа 1949. године, а који се односи на заштиту жртава међународних оружаних сукоба (Протокол 1) усвојеног 8. јуна 1977. године, према којем је естонска држава дужна да гарантује поштовање посмртних остатака и гробница особа погинулих због ратних дејстава на територији Естоније, и њихово обележавање, а у складу са којима естонска држава има право да поново сахрани посмртне остатке на основу јавности интереса, Ригикогу доноси овај закон.
Закон је ступио на снагу 20. јануара 2007.
Естонија има узајамне споразуме о заштити ратних гробница са Финском и Немачком, али не и са Русијом, који обезбеђују посебан статус многим ратним гробницама у Естонији, али не и оном на Тонисмагију. Главни резултат Закона о заштити ратних гробница био је кодификовање међународних обичаја и праксе у погледу одржавања ратних гробница у прописе који нису специфични за земљу и проширивање једностране заштите на ратне гробнице које нису обухваћене уговорима о међусобној међународној заштити. Већину битака 20. века на естонском тлу водиле су совјетске (углавном етнички руске), немачке, естонске армије и формација финских добровољаца под командом Естоније; скоро сви ратни гробови у Естонији који нису обухваћени међусобним уговорима или ранијим домаћим законима су гробови Црвене армије.
Други ефекат закона био је да је ставио све ратне гробнице под надлежност естонског Министарства одбране. Будући да је Тонисмаги градско земљиште, општинска сарадња би била неопходна за ексхумацију и/или уклањање споменика без таквог закона. Закон је елиминисао потребу за преговорима са општинском владом о пословима везаним за ратне гробнице – конкретно, ексхумацији закопаних тела и, ако би лешеви били пронађени, измештању споменика који би се тада сматрао гробним обележјем.

### Предлог закона о забрањеним објектима
Ригикогу је 15. фебруара 2007. усвојио Закон о забрањеним објектима са 46 гласова за и 44 против. Тиме би се забранило јавно излагање споменика који величају Совјетски Савез или педесет година естонског бољшевизма. Посебно је поменут и сам споменик, који ће бити измештен у року од 30 дана од када председник ово потпише. Међутим, председник Томас Хендрик Илвес ставио је вето на закон, тврдећи да није у складу са уставом Естоније. Надглашавање вета никада није покушано и овај закон није заживео.

## Јавна перцепција
Идеји о пресељењу се супротставио плуралитет међу становницима Естоније. Према истраживању јавног мњења које су наручиле новине Eesti Päevaleht и спровела Turu-uuringute AS од 5. до 22. априла 2007. године, 37% испитаника је подржало измештање споменика, док је 49% било против измештања, а 14% није формирало никакво мишљење о предмету. Премештање споменика имало је нешто већу подршку говорника матерњег естонског — 49% је за премештање — док је само 9% говорника матерњег руског подржало пресељење.
Према ненаучној анкети дневног листа Postimees од 25. априла, када су припреме за пресељење већ почеле, 85,12% онлајн читалаца који су учествовали у анкети подржавало је пресељење, 12,98% се противило, а остали су били несигурни.
Према чланку у Eesti Päevaleht, у Русији су специјалне службе подстицале медије да често и на посебно емотиван начин расправљају о Бронзаном војнику, као начину утицаја на политичко мишљење. Између осталих активности, ово се претворило у супротстављање и осуђивање руских политичара на високом нивоу који су подржавали цивилизовано пресељење Бронзаног војника.

## Догађаји око пресељења
Естонска полиција оградила је трг и оближње улице у раним јутарњим сатима 26. априла 2007. године, припремајући се за археолошка ископавања у потрази за остацима и, ако буду пронађени, њихово премештање.
Подигнута је шаторска конструкција да би се ископине заштитиле од временских прилика и погледа јавности. Три члана протестне организације „Ноћна стража“ (која се понекад преводи и као "Ноћно бдење") који су пратили ситуацију одбили су да напусте то подручје и закључали су се у аутомобилу. Полиција је морала да разбије бочно стакло аутомобила да би их насилно извукла, при чему је један задобио лаке ране од крхотина. Након тога, "Ноћна стража" је проширила гласине да је поступак уклањања споменика започео. После неколико сати, око 1000 људи, углавном руског говорног подручја, опколило је полицијски кордон, а неки из групе покушали су да га пробију. Одржано је неколико скупова у знак протеста због уклањања. Око сумрака, руља је постајала све насилнија, почела је да гађа полицију каменицама и празним флашама. Око 21:15 активност окупљених се претворила у оно што је полиција сматрала нередом прве ноћи.
У рано јутро 27. априла 2007. Влада Естоније је одржала хитан састанак и у 3.40 по локалном времену, одлучила, на основу савета естонског Савета безбедности, да одмах премести споменик. Три сата касније, до 6:40 ујутро, споменик је премештен на неоткривену привремену локацију.
Влада је навела да ће споменик бити поново постављен што је пре могуће на војном гробљу које одржавају естонске одбрамбене снаге. Од поподнева 30. априла, статуа је — без камене конструкције — поново постављена. Поновна монтажа камене конструкције је одложена пошто је тежина камене конструкције захтевала да се нови темељ изгради од бетона. Овај посао је почео 23. маја и процењено је да ће бити завршен до краја јуна. За време извођења радова, статуа је привремено премештена на оближњу локацију на гробљу.
Екуменска верска церемонија (молитва за мртве) одржана је 28. априла пре почетка ексхумације, од стране два капелана, лутеранског и православног. Руски амбасадор је, позван да надгледа ексхумацију, или да именује посматрача, званично одбио позив.

### Нереди и насиље

#### 26–27. април.
Власти Естоније јављају да је насиље почело око 9.20 увече, пошто су демонстранти почели да јуришају на полицајце. Интервентна полиција је одговорила употребом водених топова и, према BBC-ју, испаљивањем сузавца како би растерала масу. Међутим, гомила се није разишла и почела је да врши вандалске радње и дивље пљачке оближњих продавница и зграда. До поноћи су се немири проширили по центру Талина, уз огромну штету на имовини – укупно 99 случајева вандализма, укључујући аутомобиле који су били окренути наопачке, разбијене и опљачкане излоге, опљачкане барове и киоске.
До 2 сата ујутро ствари су се мало смириле; ухапшено је више од 100 људи. Око 2:30 ујутро, стизали су извештаји да су масовни немири престали и да полиција сада само тражи бегунце. Последње од насилне демонстранте је одвео велики путнички аутобус. До јутра је ухапшено 300 људи. Повређено је 57 особе, међу којима 14 полицајаца. Дмитриј Гањин (стални становник Естоније који је имао руско држављанство) преминуо је у болници од убодне ране. У септембру 2007. године, естонска полиција је ухапсила 13 особа које углавном говоре естонски под сумњом да су премлатили, али не и уболи ножем Дмитрија Гањина; сви су накнадно пуштени до завршетка истраге. До 4. септембра 2007. године није подигнута оптужница. Према полицијским извештајима, у џеповима господина Гањина пронађена је роба украдена из неких од вандализованих радњи.
Градско веће Талина суспендовало је све дозволе за малопродају јаких алкохолних пића унутар граница града на недељу дана. Постојала је забринутост, углавном у страним медијима, да је протест могао да ескалира у етнички сукоб између Естонаца и припадника етничке руске мањине.

#### 27. април
У ноћи 27. априла поново је дошло до насиља и нереда. Пријављени су и нереди и пљачке у неколико градова североисточне Естоније (углавном Јихви) са већином Руса. Естонски извори приписали су нереде младима који су конзумирали украдени алкохол. Све у свему, око 1000 људи је приведено у две ноћи нереда. Повређено је 156, укључујући двадесетак полицајаца, а оштећене су бројне продавнице, канцеларије и куће. Пошто је било превише хапшења за нормалне центре за притвор, многи осумњичени су одведени у на брзину постављену зону задржавања на терминалу Д морске луке у Талину.

#### 28–29. април
Мир је поново успостављен током дана и ноћи 28. априла без даљих већих инцидената, али је полиција покренула кампању преузимања добровољаца за „полицијску помоћ“, а до недеље увече се пријавило више од 700 особа које су започеле обуку.
Дана 28. априла, на интернет форумима на руском језику почела је да кружи декларација самозване Армије руског отпора Коливан. Декларација је позвала да „сви руски мушкарци који живе у Естонији“  узму оружје. Захтевано је да се естонско држављанство додели свим становницима Естоније до 3. маја, претећи да ће 9. маја почети оружани отпор.

#### 30. април
Није било никаквих већих инцидената, али су неки возачи покушали да блокирају саобраћај у центру Талина намерно возећи малом брзином и прекомерно користећи своје аутомобилске сирене.
Унија народа Естоније (Eestimaa Rahvuste Ühendus, удружење мањинских етничких група које живе у Естонији) објавила је тог дана декларацију у којој осуђује вандализам и пљачку.
Делегација руске Државне думе коју је предводио бивши директор ФСБ Николај Коваљов такође је стигла у Естонију, у, како је описано, „мисију утврђивања чињеница“. Док је још био у Русији, председавајући делегације је већ дао декларацију тражећи од владе Естоније (коју је предводио Андрус Ансип) да поднесе оставку. Свен Миксер, лидер комисије за спољне послове Ригикогуа, који је био један од естонских политичара који су се састали са руском делегацијом, изразио је жаљење што су Руси дошли са предрасудама и што су интервенисали у унутрашње ствари Естоније (нпр. позивање владе да поднесе оставку). Касније у току дана, поновно појављивање Бронзаног војника избацило је мисију Думе за утврђивање чињеница са курса, а вођа делегације Коваљов је рекао да га естонске власти нису позвале на церемонију на војном гробљу.
Било је и гласова који су позивали на оставку владе и у естонској јавности. Најагресивније критике упутили су чланови Странке центра, који су били изостављени из коалиционих преговора током недавних избора.

#### 1. мај
Делегација руске Државне думе посетила је нову локацију статуе, положила цвеће и венац испред Бронзаног војника. Чланови делегације су такође пажљиво прегледали фигуру и тврдили да је исечена на комаде и поново састављена. Министарство одбране је негирало те тврдње. "Линије на статуи су због технологије ливења бронзе и од времена када је статуа створена", рекао је представник за штампу естонског Министарства одбране. Статуе те врсте се праве у више делова, а касније се склапају у један.
Министар спољних послова Естоније Урмас Пает рекао је да је Европска унија обећала да ће помоћи у окончању опсаде естонске амбасаде у Москви. Девет дана су демонстранти у Москви реметили мир у амбасади, спречавали особље и посетиоце да уђу или изађу из амбасаде и физички напали амбасаду и амбасадора. Пает је разговарао са својим немачким колегом Франк-Валтером Штајнмајером који је „обећао брзу помоћ Европске уније за нормализацију ситуације око естонске амбасаде у Москви“. Немачка је тада била ротирајући председавајући ЕУ.
Дводневна посета руске делегације за утврђивање чињеница је наводно била намештена да би се смирио дипломатски спор око статуе Бронзаног војника, али се чинило да је само ескалирала свађу. Након почетних дешавања током посете делегације, министар иностраних послова Урмас Пает отказао је састанак са делегацијом, издавши саопштење у коме је рекао: „Нећу се састати са делегацијом која шири само лажи о догађајима у Естонији и чији циљ није тачан приказ ситуације, већ изборна кампања“.

### Епилог
Став владе је да је одговорност општинске власти у Талину да одлучи шта даље са брдом Тонисмаги као градским власништвом (некадашње место споменика и сада празна гробница). Дана 9. маја јављено је да Министарство одбране, према договору са канцеларијом Градског парка, на том месту сади огромну цветну башту, као део рестаурације после ексхумације на основу Закона о ратним гробницама. Министарство одбране је 8. јуна 2007. објавило план да се цветна башта замени сталним парком са малим дрвећем.

#### Тела предата рођацима
Дана 14. јуна 2007. успешно идентификовани остаци капетана Брјанцева предати су његовим рођацима на поновну сахрану у Ростовској области, у Русији. Ово је било прво од дванаест ексхумираних тела враћених рођацима.
Од 3. јула 2007. године, посмртни остаци три тела су предата њиховим рођацима. Захтеви у вези са четвртим, главним наредником Степаном Хапикалом, чекају долазак његових рођака, који тренутно живе у Украјини, у Естонију на анализу ДНК. Тог дана је на новој локацији споменика поново сахрањено осам до сада нетражених тела.
Дана 4. јула 2007. посмртни остаци Јелене Варшавске поново су сахрањени на Маслинској гори у Јерусалиму на најстаријем јеврејском гробљу на свету. Поновну сахрану је извршио главни руски рабин Берл Лазар.

#### Поновна сахрана непотражених тела
Осам ексхумираних посмртних остатака — оних до сада непотражених — поново је сахрањено на војном гробљу, поред измештеног споменика, 3. јула 2007. године, у присуству естонског министра одбране, других званичника и десетине дипломата, као и  представника штампе. Војни аташе руске амбасаде, Александар Тројан, је наводно посматрао догађај из масе. Руски амбасадор у Естонији Николај Успенски одбио је позив да присуствује, као израз највишег руског неодобравања "демонтаже споменика, ексхумације и пратећих покушаја да се историја ревидира у складу са политичком коњунктуром". Он је, међутим, присуствовао верском парастосу за погинуле, који је одржао поглавар Естонске православне цркве Московске патријаршије, три сата након поновне сахране.

#### Тужба кћери Сисојева
Езмиралда Меншикова и Светлана Гневашева, ћерке Ивана Сисојева, парторга Црвене армије који је погинуо у Талину 1944. године, поднеле су тужбу против владе тражећи да се Бронзани војник врати на првобитну локацију у близини Националне библиотеке као гробно обележје. Међутим, и првостепени и апелациони суд су утврдили да, пошто нема доказа да је Сисојев сахрањен на том месту, његове ћерке немају правни статус да туже по овом питању, те су стога одбацили захтеве. Дана 20. јануара 2009. године, Врховни суд Естоније је одбио цертиорари у овом случају, остављајући пресуде нижих судова важећим и окончавајући одбацивање тужбе.

## Суђење наводним организаторима
За организовање нереда оптужени су Д. Линтер, Д. Кленски, М. Сирок и М. Рева. Међународна невладина организација за слободу изражавања Article 19 позвала је да буду ослобођени оптужби.
Дана 11. децембра 2008. године окончано је суђење мушкарцима оптуженима за организовање нереда; највећи део последњег дана потрошено је на изрицање дугачке пресуде.
Окружни суд Харју је 5. јануара 2009. прогласио невиним четворицу мушкараца оптужених за организовање нереда током Бронзане ноћи.
Тужилац се жалио на одлуку. Ослобађајућа пресуда је, међутим, потврђена.

## Питања људских права у вези хапшења и употребе силе од стране полиције
У новембру 2007. године, Комитет УН против тортуре је размотрио извештај Естоније и изразио забринутост због „навода о бруталности и прекомерној употреби силе од стране особља за спровођење закона, посебно у вези са нередима који су се догодили у Талину у априлу 2007. године, што је добро документовано од стране детаљног састављање притужби“. Исти комитет је 2013. године приметио да је „забринут информацијама да није дошло до кривичног гоњења на основу званичних пријава канцелару правде или јавном тужилаштву у вези са наводима о бруталности и прекомерној употреби силе од стране особља за спровођење закона током догађаја који су одржано у Талину у априлу 2007.“ (Пар. 11).
У марту 2013. године Европски суд за људска права одлучио је да су естонске власти прекршиле члан 3 Европске конвенције о људским правима (забрана мучења, нечовечног и понижавајућег поступања) у односу на четири особе притворене током догађаја.
Комитет за превенцију тортуре (Савет Европе) је 2011. године објавио свој извештај о својој посети Естонији 2007. године, наводећи да многим особама које је полиција притворила у вези са догађајима у Талину у априлу 2007. године нису одобрене све основне заштитне мере (право оних који су у питању да информишу блиског рођака или другу трећу страну  о својој ситуацији, право на приступ адвокату и право на приступ лекару) од почетка свог притвора, један број притворених лица је тврдио да су им захтеви да се обрате лекару док су били у полицијском притвору одбијени, чак и када су показивали видљиве повреде.